# Croton sublyratus
Croton sublyratus là một loài thực vật có hoa trong họ Đại kích. Loài này được Kurz mô tả khoa học đầu tiên năm 1873.